# Taranga (Népal)
Taranga (en népalais : तरङ्गा) est un comité de développement villageois du Népal situé dans le district de Surkhet. Au recensement de 2011, il comptait 5 222 habitants.